# Tolstolobec pestrý
Tolstolobec pestrý (Hypophthalmichthys nobilis; Richardson, 1845) je sladkovodní ryba z čeledi kaprovitých, která je v Česku nepůvodním druhem kaprovitých ryb.

## Synonyma
- Hypophthalmichthys mantschuricus (Kner, 1867)
- Aristichthys nobilis (Richardson, 1845)
- Leuciscus nobilis (Richardson, 1845)

## Popis

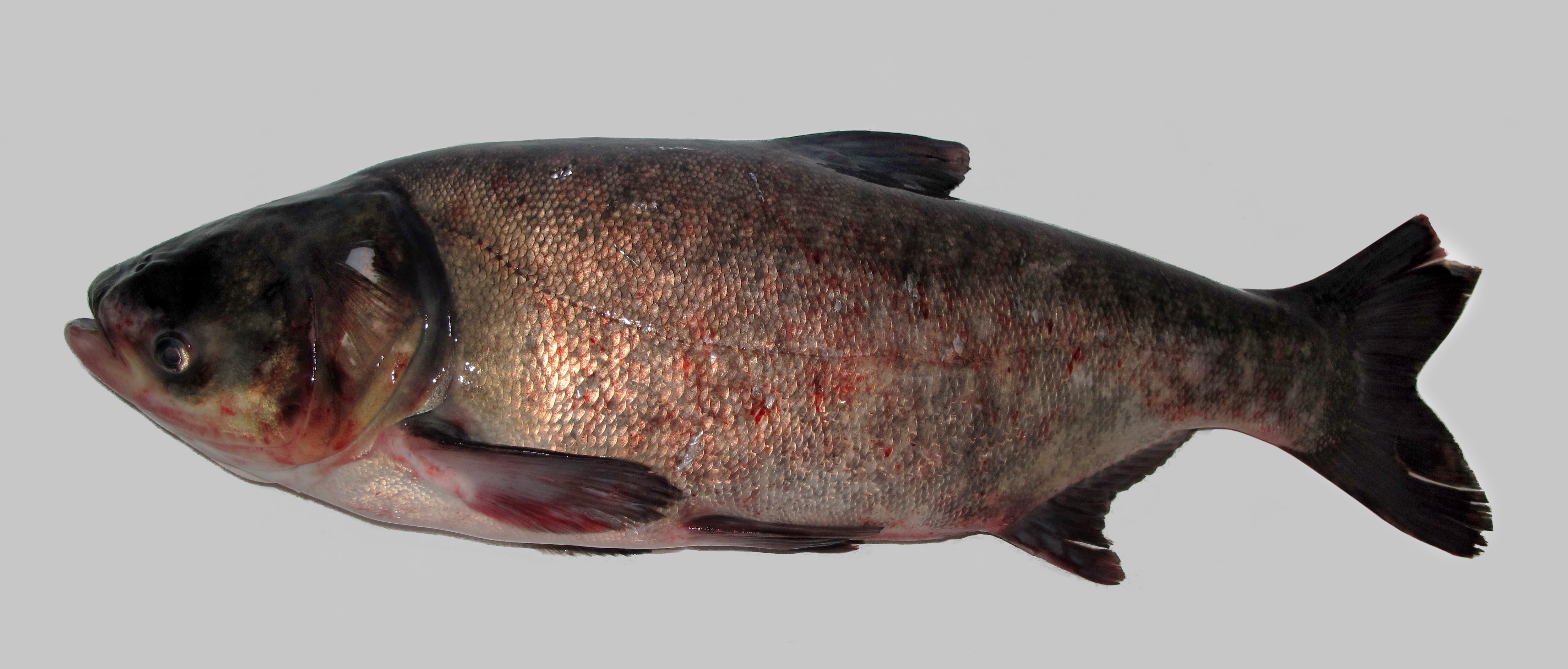
Tolstolobec pestrý

Tělo je mohutné. Ústa jsou v horním postavení. Oko je velké, posazené pod úrovní úst. Šupiny jsou drobné. Zbarvení boků je tmavě mramorované. Dorůstá délky až 130 cm při hmotnosti až 40 kg. Dožívá se přibližně 20 let.

## Výskyt
Původní domovina tohoto druhu je jižní Čína. V roce 1965 byl vysazen v Československu. V Evropě se vyskytuje především v povodí Dunaje. Obývá především teplejší vody.

## Potrava
Tento druh se živí zooplanktonem i fytoplanktonem. Při nižších teplotách přijímá červy, měkkýše a larvy hmyzu a při vyšších teplotách přechází na vodní řasy.

## Rozmnožování
V Česku se přirozeně nerozmnožuje. Jeho výskyt je tedy závislý na umělém rozmnožování a vysazování. V přirozeném prostředí se tře při teplotě vody nad 25 °C.

## Význam
Tento druh slouží jako doplňková ryba v kaprových rybnících. Jeho úlovky na udici jsou povětšinou náhodné při lovu jiný druhů kaprovitých ryb.